# Gerónima
 Gerónima és una pel·lícula de l'Argentina filmada en Eastmancolor dirigida per Raúl Tosso sobre el seu propi guió escrit en col·laboració amb Carlos Paola amb diàlegs addicionals de Julián Acosta segons l'argument de Jorge Pellegrini que es va estrenar el 27 de novembre de 1986 i que va tenir com a actors principals a Luisa Calcumil, Patricio Contreras, Mario Luciani i Ernesto Michel.

## Sinopsi
Una descendent de maputxes enfront de la incomprensió de l'home blanc i la pèrdua d'identitat.

## Repartiment
| Actor              | Personatge |
| ------------------ | ---------- |
| Luisa Calcumil     |            |
| Patricio Contreras |            |
| Mario Luciani      |            |
| Ernesto Michel     |            |
| María Isabel Cane  |            |
| Rufino Muñoz       |            |
| Gloria Calcumil    |            |
| Alicia Martín      |            |
| Nicolás Calcumil   |            |
| Nicolás Nieves     |            |

## Premis
Per aquest film el director Raúl Alberto Tosso va rebre el Premi Futur en el Festival Internacional de Cinema de Múnic de 1987.

## Comentaris
Víctor Hugo Ghitta a La Nación va opinar:
| « | «Càlid document sobre el desarrelament cultural..» | » |

ROV a Clarín va dir:
| « | «per sobre detot, un cinema argentí necessari…una glopada d'aire pur i un implacable testimoniatge de cinema antropològic i social.» | » |

César Magrini a El Cronista Comercial va dir:
| « | «Només amor…Interessa molt més el contingut que la forma encara que aquesta no hagi estat del tot descurada.» | » |

Manrupe i Portela escriuen:
| « | «Valuós document sobre el desarrelament vist des de l'interior, amb encerts en l'humà que fan passar per alt una realització no del tot prolixa.» | » |